# Zitadelle Warschau

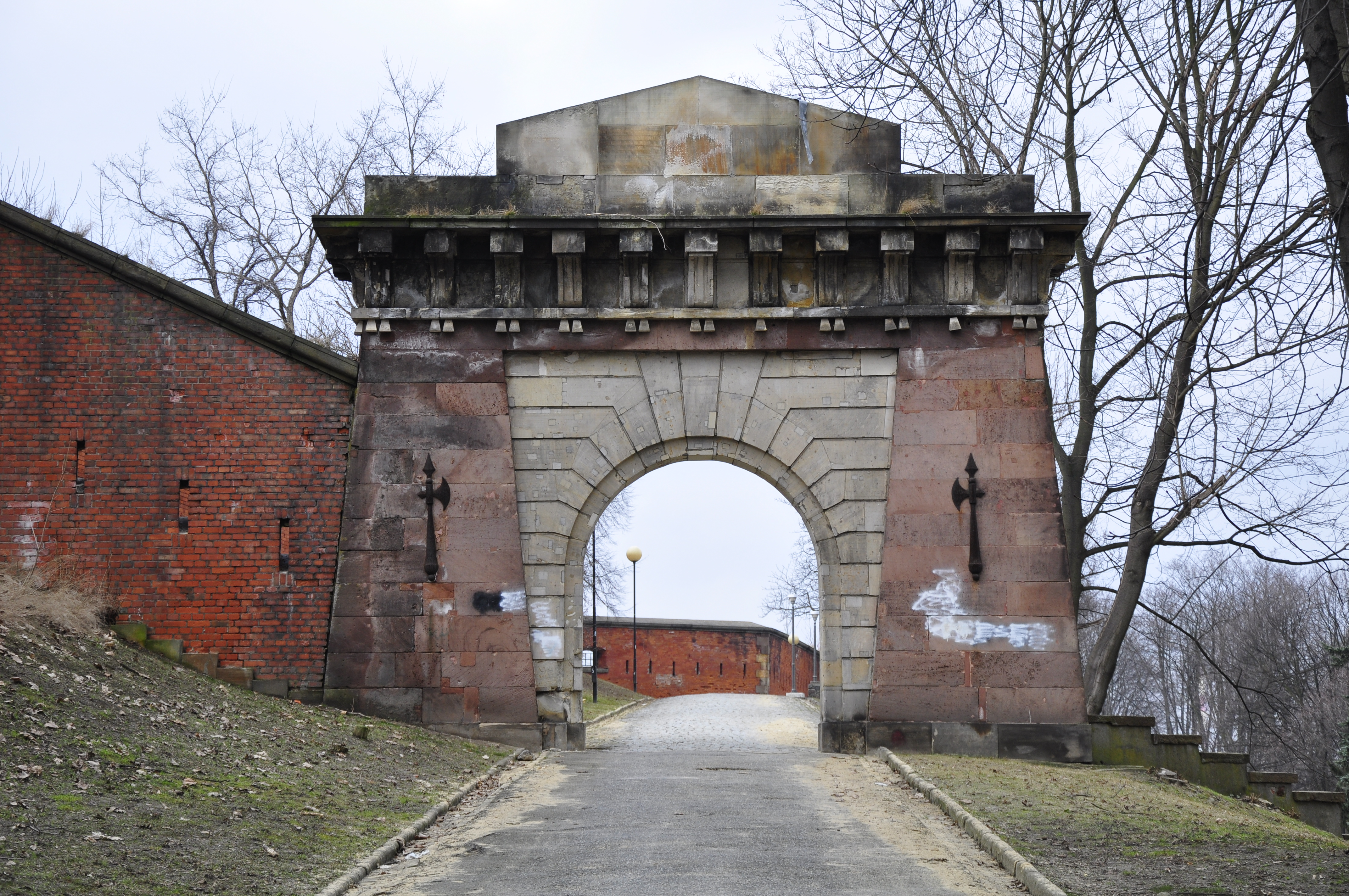
Eingangstor auf der Ostseite, heute Einlass für Besucher des nicht militärisch genutzten Teils der Festung

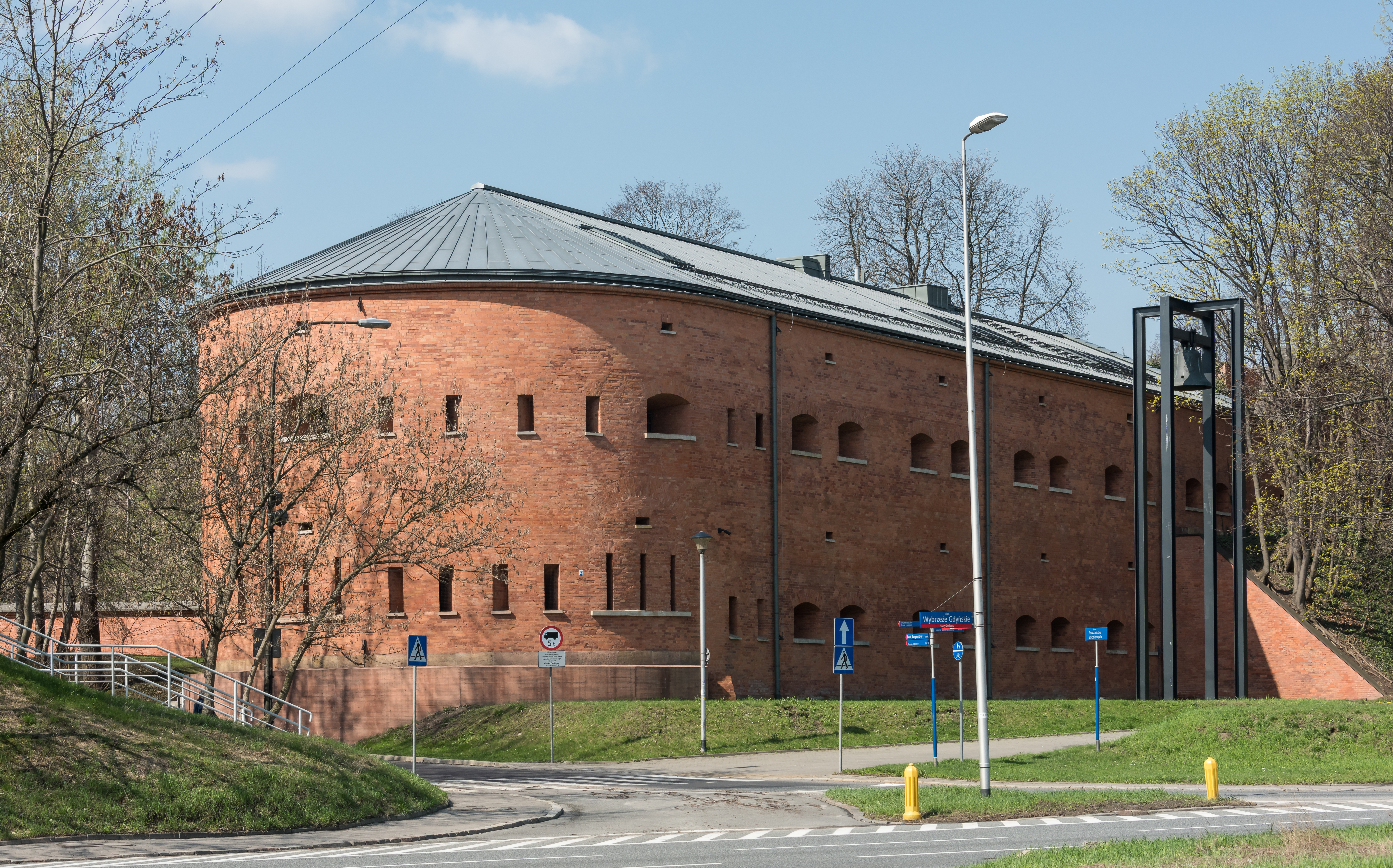
Zweistöckige Kaponniere an der Südspitze der Zitadelle

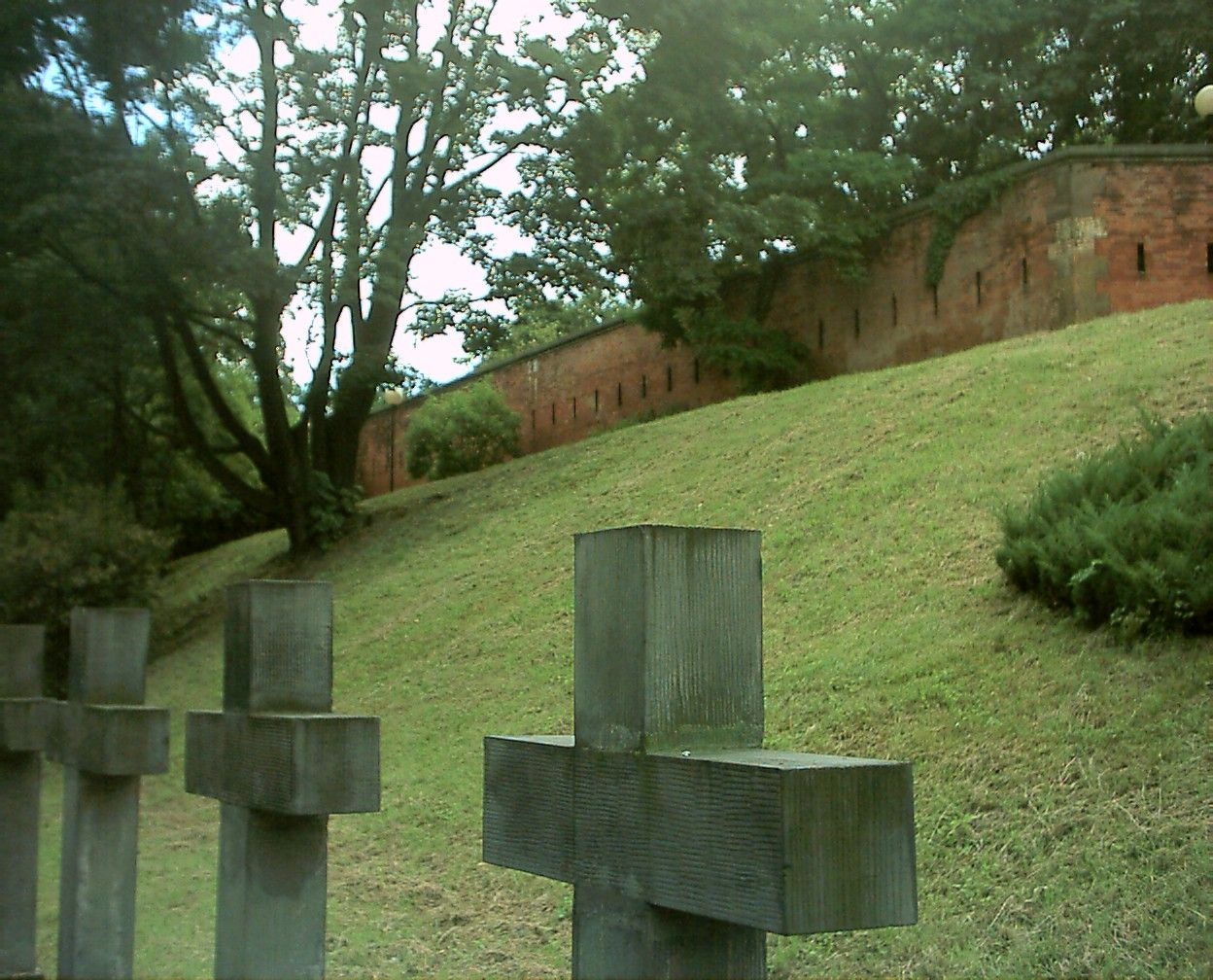
Symbolischer Friedhof für hier exekutierte politische Häftlinge

Die Warschauer Zitadelle  (polnisch: „Cytadela Warszawska“, auch „Cytadela Aleksandrowska“ genannt; russisch: „Александровская цитадель“) ist eine Festung aus dem 19. Jahrhundert in Warschau. Sie wurde in einer Zeit errichtet, in der das Polen beherrschende Russische Reich gerade das autonome Kongresspolen infolge des Novemberaufstandes von 1830/1831 aufgelöst hatte. Die Zitadelle diente so als Bollwerk der russischen Besatzungsmacht gegenüber Unabhängigkeitsbestrebungen der Polen sowie als Bestandteil (Reduit) der geplanten Festung Warschau und damit auch als Teil einer großräumigen Befestigung (Festung Großraum Warschau) gegen die westlichen Großmächte Preußen und Österreich. Die Zitadelle gehört zu den besterhaltenen Bauwerken ihrer Art in Europa.

## Geschichte
Nach der Niederschlagung des polnischen Novemberaufstandes 1830/31 und der gegen die Beschlüsse des Wiener Kongresses verstoßenden Abschaffung des Königreiches Polen durch die russischen Machthaber ließ der russische Zar Nikolaus I. die gewaltige Anlage ab dem Jahr 1832 bauen. Der russische Generalmajor und Militäringenieur Iwan Dehn leitete die Bauarbeiten.
Die Festung wurde auf der erhöhten Böschung am Westufer der Weichsel unmittelbar an die Warschauer Neustadt anschließend errichtet. Das damals wie heute als Żoliborz bezeichnete Gebiet war bereits besiedelt. Im 16. Jahrhundert gab es hier einen Gutshof „Fawory“ (nach dem dieser Stadtteil zunächst benannt wurde) und im 17. Jahrhundert wurde ein Konvikt der Piaristen errichtet. Außerdem befand sich hier die von russischen Truppen genutzte Alexander-Kaserne, vormals die Unterkunft der polnischen Garde der Krone zu Fuß (polnisch: „Gwardia Piesza Koronna“). Am 13. März 1832 entschied Zar Nikolaus I., die vorhandene Kaserne zu einer Zitadelle auszubauen. Neun der in der Kaserne genutzten Gebäude (genannt: Pavillons), der ältere Ordens-Konvikt, ein barockes schlossartiges Gebäude (an der Alea Gwardii) sowie eine Kirche wurden nicht abgerissen, sondern in den Zitadellenneubau integriert. 15.000 Einwohner wurden umgesiedelt.
Die Bauarbeiten begannen am 31. Mai 1832, die Grundsteinlegung erfolgte durch den russischen Marschall Iwan Fjodorowitsch Paskewitsch, dem Fürsten von Warschau und Statthalter des Zaren in der später als Weichselland bezeichneten russischen Provinz. Offiziell wurden die Bauarbeiten am 4. Mai 1834 zum Geburtstag des russischen Zarewitsch Alexander II., der zu den Eröffnungsfeierlichkeiten anreiste, abgeschlossen. Tatsächlich wurde noch bis 1874 gebaut, bis die Festung fertiggestellt war. In der Hauptbauphase wurden bis zu 2.000 Arbeiter eingesetzt. Die Gesamtkosten für den Bau beliefen sich auf rund 10 Millionen Rubel, einem Gegenwert von etwa 10 Tonnen Gold. Diese Summe musste komplett von der Stadt Warschau und der Vorgängerinstitution der heutigen polnischen Nationalbank aufgebracht werden – als Strafe für den polnischen Aufstand vom Winter 1830/31.
Auch wenn die Zitadelle eine wichtige Verteidigungsfunktion im westlichen Teil des russischen Reiches übernehmen sollte, war der Zeitpunkt ihres Baues und ihrer Lage (mit direktem Schussfeld auf Warschaus Alt- und Neustadt) ein Element der Einschüchterung und Unterdrückung der polnischen Unabhängigkeitsbewegung des 19. Jahrhunderts. So wurde die Zitadelle von Anfang an nicht nur zur Stationierung russischer Truppen (im Frieden rund 5.000 Mann, während des Januaraufstandes wurde die Garnisonsstärke auf 16.000 Soldaten erhöht), sondern in erheblichem Umfang als Gefängnis für politische Häftlinge genutzt. Rund um den bis heute erhaltenen und als Museum genutzten X. Pavillon entstanden Gefängnisgebäude, in deren Zellen knapp 3.000 Häftlinge untergebracht werden konnten. In der Zitadelle wie auch an den Hängen zum Weichselufer wurden Hunderte von Häftlingen exekutiert. Ihrem Gedenken ist heute ein symbolischer Friedhof gewidmet.
Die Zitadelle war auch Sitz des Kriegsgerichtes infolge des Aufstandes von 1863/64, während des Prozesses gegen Mitglieder des „Großen Proletariats“ und während der Revolution von 1905 bis 1907. Nach Übernahme der Zitadelle durch polnische Truppen im Jahr 1918 wurden die Gefängnisse geschlossen und Terrain wie vorhandene Gebäude militärischen Zwecken (Kaserne, Lager, Infanterieausbildungsgelände) zugeführt. Während des Zweiten Weltkriegs war hier die deutsche Wehrmacht stationiert; die Zitadelle diente auch wieder als Gefängnis und Hinrichtungsstätte. Während des Warschauer Aufstandes konnten die deutschen Garnisonstruppen den Zusammenschluss polnischer Heimatarmee-Einheiten der Innenstadt mit denen im Norden der Stadt verhindern. Am 17. Januar 1945 eroberte das 6. Panzerabwehrregiment der nach Jan Henryk Dąbrowski benannten 2. Infanteriedivision die Festung zurück.
Die unter Denkmalschutz stehende Zitadelle gehört zu den besterhaltenen Festungen Polens des 19. Jahrhunderts. Auf dem inneren Gelände blieb allerdings nur wenig der ursprünglichen Bebauung erhalten, darunter neben dem X. Pavillon das heutige Hinrichtungstor (polnisch: „Brama Straceń“), welches ursprünglich vermutlich der Zugang zur  weichselseitigen Artilleriefeuerstellung war, später als Hinrichtungsplatz genutzt und 1933 zu einer Gedenkstätte umgewandelt wurde sowie drei Gebäude an der Karol Levittoux-Straße.

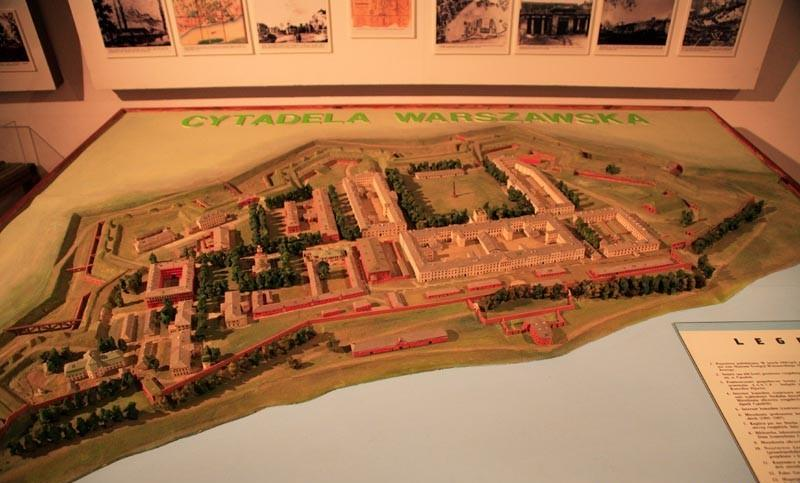
Modell der Zitadelle etwa um 1850. Im Vordergrund die bis an die Weichsel heranreichende Batteriestellung „Nadbrzeżna“. Das dreiflügelige Gebäude rechts ist der X. Pavillon.

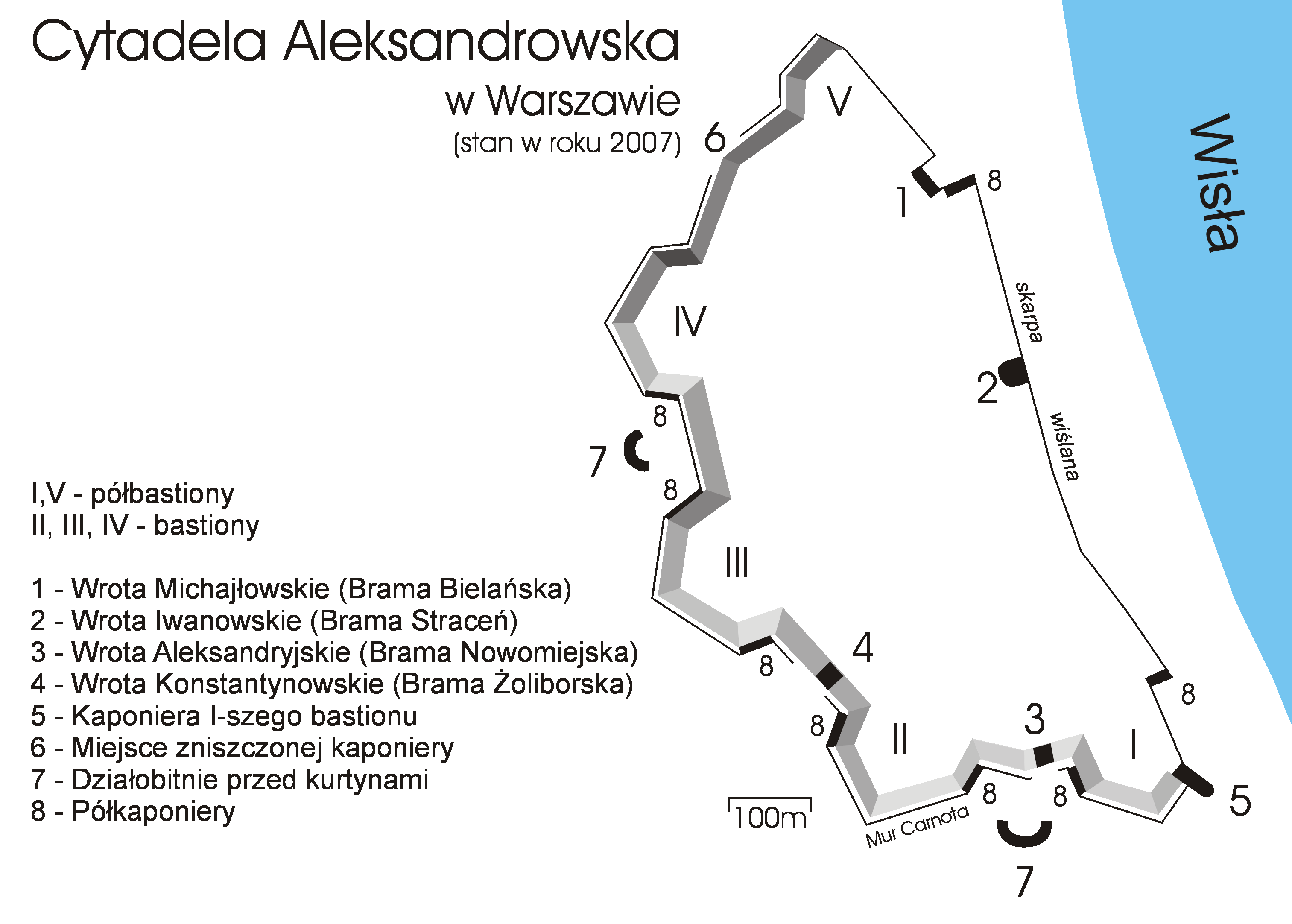
Darstellung der noch vorhandenen Befestigungsstruktur der Zitadelle im Jahr 2007

## Struktur der Anlage
Der Architekt der Festung, Iwan Dehn, nutzte als Basis für seinen Entwurf der Zitadelle den Bauplan der Festung Antwerpen. Die Warschauer Zitadelle wurde in Form eines Pentagons und aus Ziegelstein errichtet. Die Anlage erstreckt sich über ein Gebiet von 36 Hektar und hatte ursprünglich drei klassizistische Eingangstore: „Wrota Konstantynowskie“ (später „Brama Żoliborska“ genannt), „Wrota Michajłowskie“ (später „Brama Bielańska“ genannt) und „Wrota Iwanowskie“ (später „Brama Straceń“ genannt) auf der Flussseite.
Die Zitadelle verfügte über drei Bastionen zur Westflanke und 2 Halbbastionen je im Norden und Süden der Festung, eine Vollkaponniere an der südlichen Halbbastion, zwei Halbkaponnieren an der Weichselböschung gelegenen Ostflanke sowie weitere acht Halbkaponnieren (jeweils zwei sich gegenüberliegende) an der Westflanke, denen zumindest zwei freistehende Kurtinen vorgelagert waren. Diese Festungsbestandteile wurden teilweise erst in den 1850er Jahren errichtet.
Im Jahr 1835 wurde auf der gegenüberliegenden (ostwärtigen) Weichselseite das „Fort Śliwickiego“ als Brückenkopf errichtet. Außerdem wurde die Zitadelle ab 1857 durch fünf vorgeschobene Forts im Westen verstärkt. Diese Forts („Siergieja“, „Gieorgija“, „Pawła“, „Aleksieja“, „Władimira“) waren durch unterirdische Poternen mit der Zitadelle verbunden. In Teilen erhalten sind die Poternen der Forts „Gieorgija“ und „Władimira“. Außerdem wurde die Batteriestellung im Osten der Anlage verstärkt.
Mit Ausnahme der Ostseite wurde die gesamte Zitadelle mit einem trockenen Graben umgeben. Zur Innenseite des Grabens wurde eine Eskarpemauer errichtet. Mauer und Graben sind bis heute gut erhalten. Auf der an der „Wrota Konstantynowskie“ errichteten Grabenbrücke wurden Schienen für eine Schmalspurbahn verlegt. In den 1880er Jahren wurde ein viertes Tor errichtet, „Wrota Aleksandrowskie“ (später „Brama Nowomiejska“ genannt).
Die Feuerkraft der Zitadelle war enorm. Im Jahr 1837 befanden sich in der Anlage 217 Kanonen verschiedener Kaliber, 1843 waren es 247, und ab 1863 betrug die Anzahl sogar 555 Stück. Die Reichweite der Waffen betrug rund 1.500 Meter, sie hätten somit die gesamte Alt- und Neustadt Warschaus unter Beschuss nehmen können.

## Sonstiges
Am 15. Dezember 2008 kündigte das bislang in der Innenstadt untergebrachte Warschauer Armeemuseum eine internationale Architektur-Ausschreibung zu einem Neubau in der Zitadelle an. Das neue Gebäude soll dem Erfolgskonzept des Museums des Warschauer Aufstandes folgend multimedial ausgestattet sein und befindet sich seit dem Jahr 2018 im Bau. Es wird voraussichtlich 480 Millionen Złoty kosten. Das neue Museum in der Zitadelle wird 20.000 Exponate ausstellen können (in den bisherigen Museumsräumen können nur rund 2.000 Stücke des Bestandes gezeigt werden). Ebenso wird auf der Zitadelle seit 2018 an dem Ausstellungsgebäude für das Museum der Geschichte Polens gebaut.
Im Jahr 1937 drehte Fritz Peter Buch den Film „Die Warschauer Zitadelle“. Werner Hinz spielte die Rolle des polnischen Patrioten im Kampf gegen die russischen Besetzer.